# 弗雷索纳拉
弗雷索纳拉（義大利語：Fresonara），是意大利亚历山德里亚省的一个市镇。总面积6.94平方公里，人口720人，人口密度103.7人/平方公里（2009年）。ISTAT代码为006074。